# Seducción

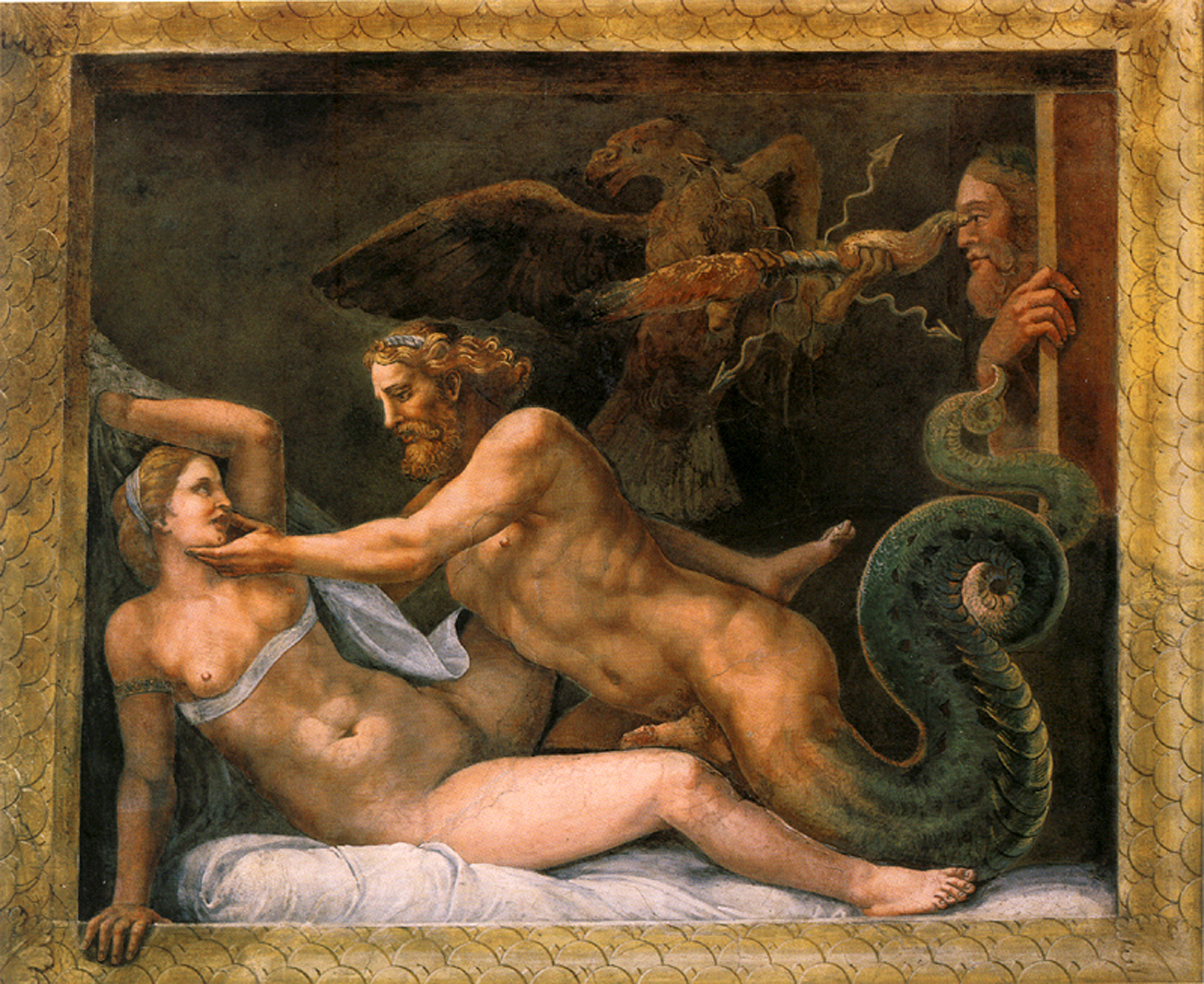
«Júpiter seduce a Olimpia», motivo clásico en la pintura, interpretado por Giulio Romano.

La seducción es el acto que consiste en inducir y persuadir a alguien con el fin de modificar su opinión o hacerle adoptar un determinado comportamiento o actitud. En otras palabras, también significa atraer o conquistar a una persona utilizando los recursos necesarios para ello, esto último suele emplearse sobre todo en el ámbito de lo sexual.
El término puede tener una connotación positiva o negativa, según se considere mayor o menor cantidad de engaño incluido en la acción. Etimológicamente, seducir proviene del latín seductio ("acción de apartar"). La primera acepción del verbo «seducir» en el Diccionario de la lengua española es «Persuadir a alguien con argucias o halagos para algo, frecuentemente malo».

## Historia de la seducción
Uno de los primeros autores y estudiosos del tema de la seducción fue Ovidio, quien publicó en el año 8 d. C. su Ars Amandi (Arte de amar), donde ofrecía consejos sobre cómo realizar conquistas amorosas.[cita requerida] Más tarde, obtuvieron gran popularidad obras como Diario de un seductor (1844), de Søren Kierkegaard[cita requerida], e Historia de mi vida, de Giacomo Casanova.

## Seductores famosos
Entre los famosos seductores de la historia figuran Cleopatra, Giacomo Casanova y el ficticio don Juan.
Grandes personajes destacados en la política, el arte, la literatura, el cine y los negocios han sido también grandes seductores; entre ellos, el pintor Pablo Picasso, los escritores Lord Byron, George Bernard Shaw y Frank Harris, el actor Rodolfo Valentino; los monarcas Francisco I de Francia, Carlos II (Inglaterra) y Eduardo VII (Reino Unido).[cita requerida]
El siglo XX fue el siglo de los playboys, hombres cuyo estilo de vida resultaba sumamente atractivo para las mujeres y que constituían verdaderos iconos de la seducción, famosos por sus romances y matrimonios con las mujeres más bellas y ricas de su época. En la categoría de playboys suele mencionarse con frecuencia a Ali Khan, Porfirio Rubirosa y Francisco Matarazzo Pignatari.[cita requerida]
En el terreno de la ficción, personajes como el vizconde de Valmont, de la novela epistolar francesa del siglo XVIII Les Liaisons dangereuses (Las amistades peligrosas o Relaciones peligrosas, en español), son célebres por su comportamiento seductor.

## Estudio científico de la seducción
Tal vez el primero en presentar un trabajo sobre los mecanismos que desencadenan la seducción fue Ovidio, quien sostenía: «Todo amante es un soldado en guerra».[cita requerida] Además, entre otros consejos, el romano aseguraba: «Mucho amor germina en la casualidad; tened siempre dispuesto el anzuelo, y en el sitio que menos lo esperáis encontraréis pesca».[cita requerida]
Desde entonces, muchos fueron los que aportaron a esta disciplina que, con su desarrollo, puede considerarse el estudio científico de la seducción.
Autores como Fisher (1992), por ejemplo, han propuesto, a partir de estudios paleontológicos, etológicos y etnológicos, una teoría del desarrollo de las relaciones amorosas que permite comprender mejor el origen y la función de la conducta de seducción. Esta teoría subraya el impacto de las presiones evolutiva, biológica y social sobre el emparejamiento de los individuos. En concreto, apunta que para asegurar y maximizar la probabilidad de transmitir la información genética de una generación a la siguiente es necesario que los individuos estén biológica y socialmente motivados, lo que se consigue a través de la puesta en marcha de dos elementos: los impulsos sexuales básicos y los vínculos afectivos primarios. En el caso del ser humano, se trata de factores primitivos sobre los cuales han actuado las constricciones sociales y culturales. En concreto, se ha puesto de manifiesto que en la especie humana y en otras especies evolutivamente cercanas aspectos tales como las manifestaciones sexuales y la duración y expresión del vínculo afectivo son regulados por normas socioculturales concretas (lo que ha dado lugar incluso a conductas que parecen específicas del ser humano, como es la represión de la sexualidad).
Debido a que estos impulsos sexuales y vínculos primarios son desencadenados por determinados estímulos, las conductas de cortejo o seducción intentan activarlos con la finalidad de atraer física y sexualmente a parejas potenciales (Burgos, 2010; citado por Buss, 2004). En los seres humanos, las pautas de seducción entre ambos tienen un fuerte impacto sobre el atractivo físico sentido hacia la otra persona. Estas pautas, según los etólogos, podrían ser comportamientos evolucionados a partir del ritual de elección de pareja o cortejo de atracción típico de los mamíferos.
Diversos aspectos parecen influir en la disposición a iniciar o no las pautas de seducción hacia alguien que genera atracción física. Estos elementos son la existencia de:
- incertidumbre sobre la reciprocidad de la atracción (ya que en caso de que sea obvia no habrá seducción, sino interacción íntima directa; en caso de que sea inexistente, se ahorrarán esfuerzos y decepciones);
- sospechas positivas sobre dicha reciprocidad (ya sea por la percepción de determinados signos en dichas personas o por comentarios de otros);
- confianza en las propias habilidades de seducción.

Las pautas de seducción que conducen al enamoramiento (Yela García, C. 2000) buscan en general: aumentar la frecuencia de encuentros con la persona en la que se tiene interés, compartir situaciones de alta actividad fisiológica y potenciar el atractivo físico propio teniendo en cuenta los gustos del otro sexo. Para ello, los esfuerzos se centran en mostrar una adecuada comunicación no verbal, un lenguaje un tanto ambiguo y lúdico, características sociales deseables (como simpatía, prestigio y relevancia social), características personales deseables por el otro, similitudes de actitudes, gustos y opiniones, deseos y necesidades de uno y otro complementarios, y que se lleven a cabo progresivas autorrevelaciones personales de forma paulatinamente creciente tanto en frecuencia como en profundidad (Yela García, 2000).
La seducción puede considerarse el arte de enloquecer a una persona, siendo que el amor romántico se considera una suave locura ((Ross, M., 2013). En este sentido, se  propone estudiar las diferencias entre la envidia y la admiración, pues ambos sentimientos conllevan a una pasajera alteración en la forma de percibir al otro. El amor romántico vendría a ser una de las formas de la admiración, y la seducción la manera de desencadenarlo (Ross, 2013).[cita requerida]
Uno de los mecanismos más conocidos es el llamado "juego indirecto" (Mystery, 2007), donde el hombre no muestra su interés de forma evidente, y espera a que la mujer dé el primer paso, una vez que el hombre haya generado atracción y valor.[cita requerida]